# Pameungpeuk (ort i Indonesien)
Pameungpeuk är en ort i Indonesien.   Den ligger i provinsen Jawa Barat, i den västra delen av landet, 120 km sydost om huvudstaden Jakarta. Pameungpeuk ligger 665 meter över havet och antalet invånare är 48 294.
Terrängen runt Pameungpeuk är kuperad åt sydost, men åt nordväst är den platt. Runt Pameungpeuk är det mycket tätbefolkat, med 1 135 invånare per kvadratkilometer. Närmaste större samhälle är Bandung, 12,8 km norr om Pameungpeuk. Omgivningarna runt Pameungpeuk är en mosaik av jordbruksmark och naturlig växtlighet.